# Cade McNown

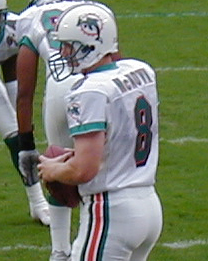
Cade McNown.

Cade B. McNown (Portland, Estados Unidos, 12 de janeiro de 1977) é um ex-jogador de futebol americano que jogava na posição de quarterback na National Football League (NFL). Formado na UCLA, ele jogou como profissional no Chicago Bears, no Miami Dolphins e no San Francisco 49ers.